# Barbados en los Juegos Olímpicos de Sídney 2000
Barbados estuvo representado en los Juegos Olímpicos de Sídney 2000 por un total de 18 deportistas, 12 hombres y 6 mujeres, que compitieron en 6 deportes.
La portadora de la bandera en la ceremonia de apertura fue la atleta Andrea Blackett.

## Medallistas
El equipo olímpico barbadense obtuvo la siguiente medallas:
| Nombre           | Deporte   | Competición |
| ---------------- | --------- | ----------- |
| Oro              |           |             |
| —                |           |             |
| Plata            |           |             |
| —                |           |             |
| Bronce           |           |             |
| Obadele Thompson | Atletismo | 100 m M     |